# Потирання статуї

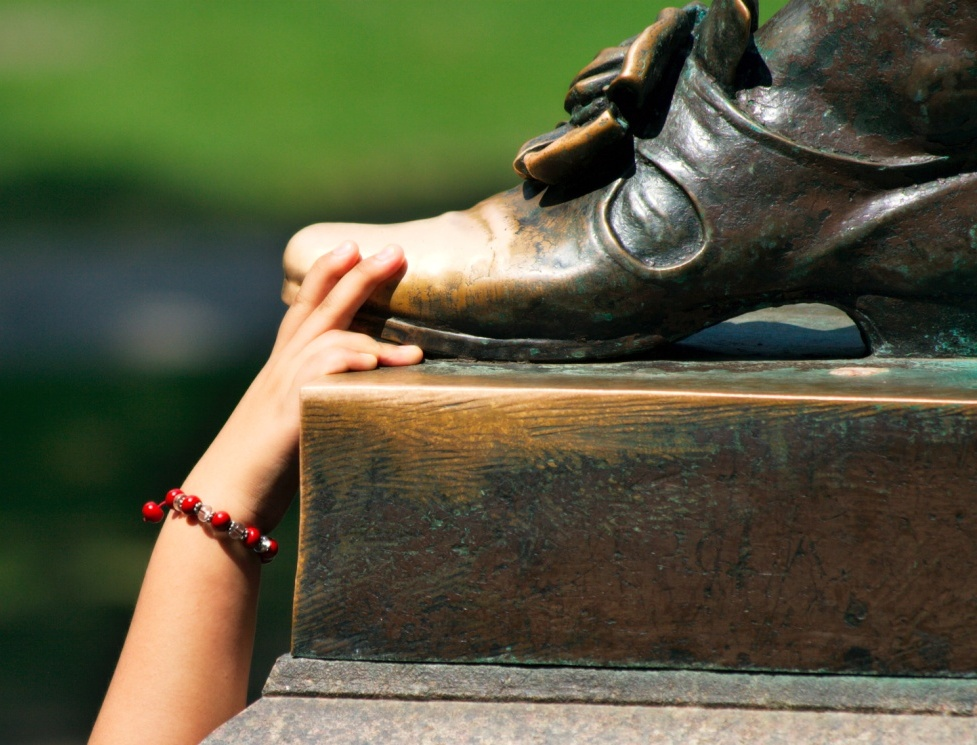
Потирання ніска черевика

Потира́ння ста́туї — акт дотикання до частини публічної статуї. Популярне серед туристів, серед іншого, як форма забобону, яка, як вважається, приносить удачу, забезпечує повернення до міста, покращує любовне життя або виконує бажання.
Зазвичай вважається, що терти слід ті частини статуї, які найбільше виступають або характерні, наприклад, носи або стопи. У Спрингфілді (штат Іллінойс), біля гробниці Лінкольна потирання носа великого бюста Чесного Ейба «приносить удачу». Деякі з цих забобонів також пов'язані з дотиком до грудей або геніталій зображеної на статуї людини — це має принести удачу в коханні або покращити фертильність. Прикладом цього є статуя Джульєтти у Вероні.
Потирання статуй може негативно впливати на них, оскільки викликає ерозію. Тому деякі відомі статуї довелося замінити репліками, а в деяких місцях туристам не радять або навіть забороняють це робити. Також торкаючись статуй можна заразитися бактеріальною інфекцією.

## Відомі приклади
- Більшість мініскульптур київського проєкту «Шукай» мають легенди, пов'язані з потиранням.
- На думку деяких відвідувачів Львова:Пам'ятник Никифору Дровняку у Львові

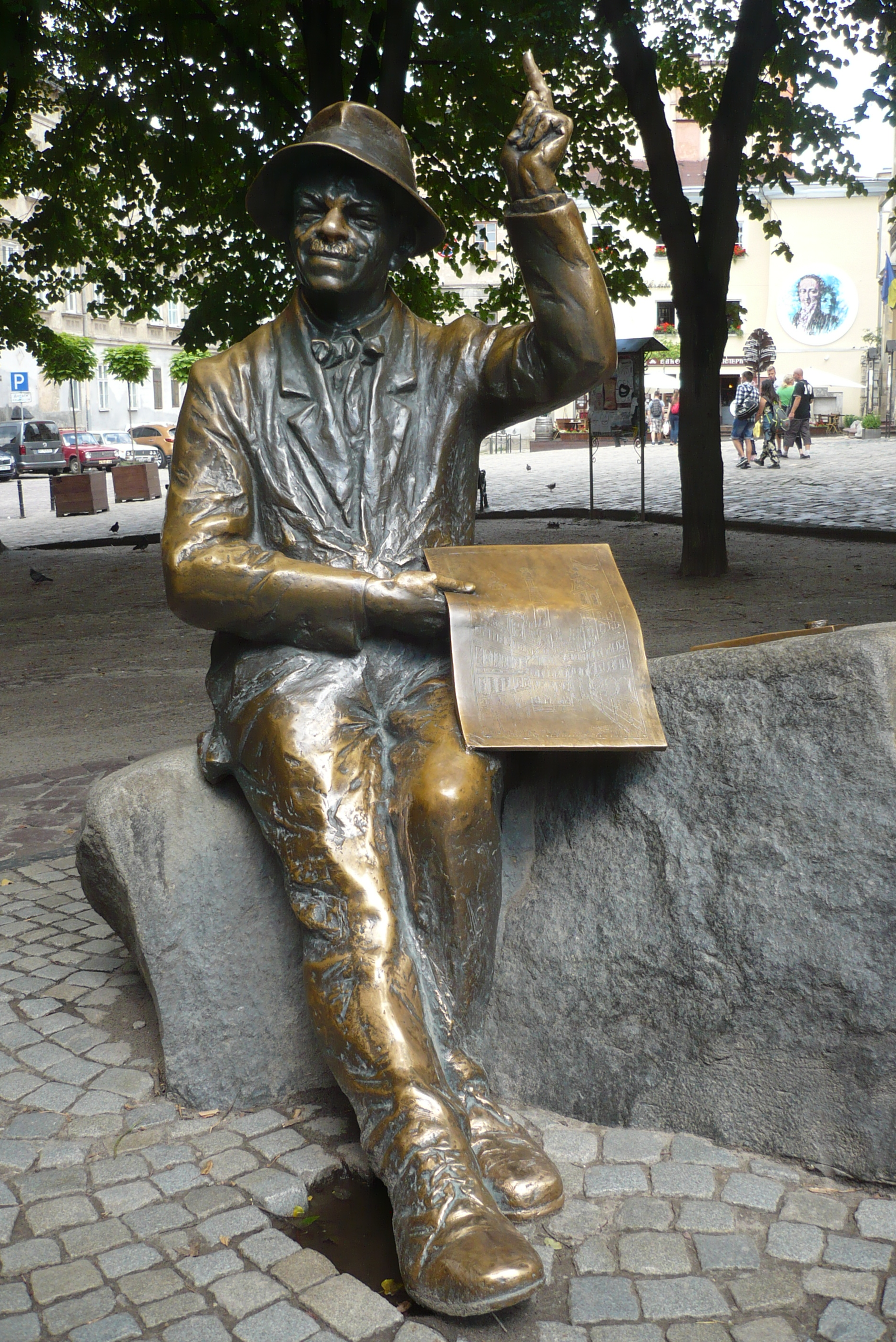
Пам'ятник Никифору Дровняку у Львові

  - потирання пальця або носа пам'ятника художнику Никифору Дровняку виконує бажання;
  - біля пам'ятника винахідникам гасової лампи Яну Зегу та Ігнатію Лукасевичу слід сісти за стіл, розповісти про бажання і потерти чоловікові палець;
  - потирання пам'ятника усмішці приносить удачу.[6]
- Також у Львові туристи потриають ніс пам'ятнику бравому вояку Швейку.[6]
- Потирання яєчок Бика, що атакує в Нью-Йорку на щастя[7]
- Потирання морди статуї Порчелліно у Флоренції та вкладання монети їй у рот на щастя.[8]
- Потирання грудей статуї Джульєтти у Вероні, щоб мати удачу в коханні[9]
- Потирання промежини пам'ятника Віктору Нуару на кладовищі Пер-Лашез, цілування його в губи та залишання квітів у його капелюсі, щоб покращити інтимне життя та фертильність жінки[3]
- Потирання або цілування правої ноги статуї Святого Петра у Ватикані, щоб молитви були почуті[10]
- Потирання руки статуї Еверара т'Серкла[en] в Брюсселі, а також обличчя ангела, мордочки собаки та одного зі щитів, щоб здійснилося бажання[11]
- Потирання лівої ноги статуї Тімоті Ітона у Вінніпезі для набуття удачі[12]
- Потирання нісків взуття статуй Маргарет Тетчер[en] та Вінстона Черчилля[en] у британському парламенті[13]Бронзове погруддя Авраама Лінкольна з потертим носом у гробниці Лінкольна (Спрингфілд, Іллінойс)

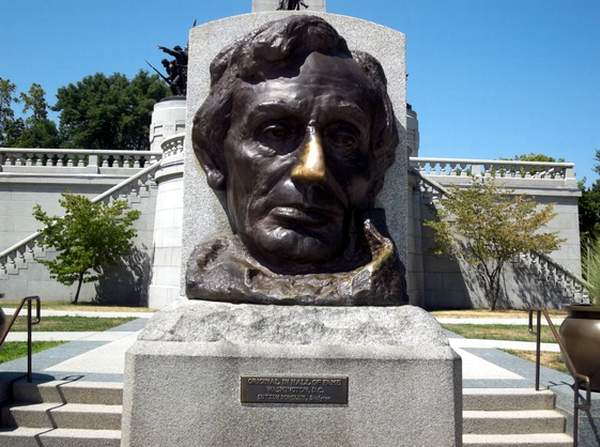
Бронзове погруддя Авраама Лінкольна з потертим носом у гробниці Лінкольна (Спрингфілд, Іллінойс)

- Потирання носа Погруддя Авраама Лінкольна перед гробницею Лінкольна, щоб привернути удачу
- Потирання носа борсука біля офісу губернатора в будівлі Капітолію Вісконсина, щоб привернути удачу[14]
- Кажуть, що ніжне потирання ведмежого носа статуї «Легенди Жеймайтії» в Тельшяї виконує бажання, якщо вони мають добрі наміри.

Так само вважається, що потирання живота будь-якої статуї, що зображує Будая, приносить удачу. Цей звичай, можливо, походить від статуї Будди, що сміється, у храмі Лін'їнь.

## Схожі ритуали
- У Львові:

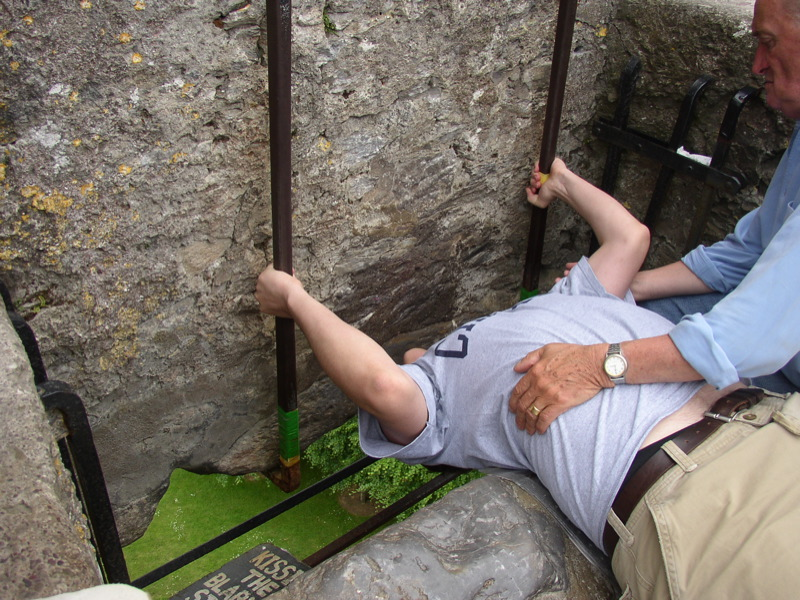
Ритуал цілування каменя Красномовства

  - Якщо піднятися на Ратушу, і саме в цей момент починає бити дзвін, слід загадати бажання. Однак, це має трапитися випадково;
  - Щоб пам'ятник Сажотрусу на даху в Будинку легенд виконав бажання, треба піднятися на димохід і кинути монетку йому в капелюх.
  - пам'ятнику Леопольду фон Захер-Мазоху загадують бажання, поклавши перед цим руку в кишеню.[6]
- Цілування каменя Красномовства в Бларні[en] (Ірландія), щоб отримати дар красномовства. Через розташування каменя це можна зробити лише нахилившись назад, зазвичай за допомоги помічника[17].
- Вкладання руки в маску Вуста Правди в Римі, яка, як кажуть, працює як детектор брехні. Туристи роблять твердження, тримаючи руку всередині маски. Якщо вони сказали правду, рука залишається неушкодженою, але якщо вони збрехали, то, вважають, що рот відкушує руку.[18]
- Стоячи на одному з маскаронів біля входу до францисканського костелу в Дубровнику, знімати та знову одягати сорочку, зберігаючи рівновагу, щоб мати удачу в коханні.[19]